# Żurawica
Cet article concerne village des Basses-Carpates. Pour la gmina, voir Żurawica (gmina). Pour le village de voïvodie de Sainte-Croix, voir Żurawica (Sainte-Croix).
Żurawica est un village dans le Powiat de Przemyśl.